# عبدول
عُبْدُول (الاسم العلمي: Eupelmus)، جنس من الحشرات المنتمية إلى فصيلة العبدوليات.
الجنس لهُ توزيع عالمي
الأنواع:
- Eupelmus achreiodes Perkins, 1910
- Eupelmus acinellus Askew, 2009
- Eupelmus nihoaensis Timberlake, 1926